# فانيلفان
فانيلفان (بالنرويجية: Vanylven) بلدية تقع في مقاطعة موره ورومسدال، النرويج. يُقدَّر عدد سكانها بـ 3,336 نسمة ومساحتها 385.23 كم2.

## أعلام
- ماريا بار